# Pontocaris sibogae
Pontocaris sibogae is een garnalensoort uit de familie van de Crangonidae. De wetenschappelijke naam van de soort is voor het eerst geldig gepubliceerd in 1918 door De Man.